# GMR Grand Prix 2022
De GMR Grand Prix 2022 was de vijfde ronde van de IndyCar Series 2022. De race werd gehouden op 14 mei 2022, in Speedway, Indiana op de Indianapolis Motor Speedway. De race was oorspronkelijk gepland voor 85 ronden, maar onder IndyCar-regels werd de race bij de start uitgeroepen tot een natte race, wat betekende dat de race werd beperkt tot twee uur.

## Inschrijvingen
W = eerdere winnaar
R = rookie
| No.   | Coureur               | Team                                    | Motor     |
| ----- | --------------------- | --------------------------------------- | --------- |
| 2     | Josef Newgarden       | Team Penske                             | Chevrolet |
| 3     | Scott McLaughlin      | Team Penske                             | Chevrolet |
| 4     | Dalton Kellett        | A. J. Foyt Enterprises                  | Chevrolet |
| 5     | Patricio O'Ward       | Arrow McLaren SP                        | Chevrolet |
| 06    | Hélio Castroneves     | Meyer Shank Racing                      | Honda     |
| 6     | Juan Pablo Montoya    | Arrow McLaren SP                        | Chevrolet |
| 7     | Felix Rosenqvist      | Arrow McLaren SP                        | Chevrolet |
| 8     | Marcus Ericsson       | Chip Ganassi Racing                     | Honda     |
| 9     | Scott Dixon           | Chip Ganassi Racing                     | Honda     |
| 10    | Álex Palou            | Chip Ganassi Racing                     | Honda     |
| 11    | Tatiana Calderón R    | A. J. Foyt Enterprises                  | Chevrolet |
| 12    | Will Power W          | Team Penske                             | Chevrolet |
| 14    | Kyle Kirkwood R       | A. J. Foyt Enterprises                  | Chevrolet |
| 15    | Graham Rahal          | Rahal Letterman Lanigan Racing          | Honda     |
| 18    | David Malukas R       | Dale Coyne Racing with HMD Motorsports  | Honda     |
| 20    | Conor Daly            | Ed Carpenter Racing                     | Chevrolet |
| 21    | Rinus VeeKay W        | Ed Carpenter Racing                     | Chevrolet |
| 26    | Colton Herta          | Andretti Autosport                      | Honda     |
| 27    | Alexander Rossi       | Andretti Autosport                      | Honda     |
| 28    | Romain Grosjean       | Andretti Autosport                      | Honda     |
| 29    | Devlin DeFrancesco R  | Andretti Steinbrenner Autosport         | Honda     |
| 30    | Christian Lundgaard R | Rahal Letterman Lanigan Racing          | Honda     |
| 45    | Jack Harvey           | Rahal Letterman Lanigan Racing          | Honda     |
| 48    | Jimmie Johnson        | Chip Ganassi Racing                     | Honda     |
| 51    | Takuma Sato           | Dale Coyne Racing with Rick Ware Racing | Honda     |
| 60    | Simon Pagenaud W      | Meyer Shank Racing                      | Honda     |
| 77    | Callum Ilott R        | Juncos Hollinger Racing                 | Chevrolet |
| Bron: |                       |                                         |           |

## Classificatie

### Trainingen

#### Training 1
| Pos.  | No. | Coureur        | Team                    | Motor     | Tijd       |
| ----- | --- | -------------- | ----------------------- | --------- | ---------- |
| 1     | 10  | Álex Palou     | Chip Ganassi Racing     | Honda     | 01:10.4555 |
| 2     | 77  | Callum Ilott R | Juncos Hollinger Racing | Chevrolet | 01:10.4593 |
| 3     | 12  | Will Power W   | Team Penske             | Chevrolet | 01:10.5277 |
| Bron: |     |                |                         |           |            |

#### Training 2
| Pos.  | No. | Coureur         | Team                | Motor     | Tijd       |
| ----- | --- | --------------- | ------------------- | --------- | ---------- |
| 1     | 5   | Patricio O'Ward | Arrow McLaren SP    | Chevrolet | 01:09.7839 |
| 2     | 10  | Álex Palou      | Chip Ganassi Racing | Honda     | 01:09.8137 |
| 3     | 26  | Colton Herta    | Andretti Autosport  | Honda     | 01:09.8423 |
| Bron: |     |                 |                     |           |            |

### Kwalificatie
| Pos.  | No. | Coureur               | Team                                  | Motor     | Tijd       | Tijd       | Tijd       | Tijd       | Grid |
| Pos.  | No. | Coureur               | Team                                  | Motor     | Ronde 1    | Ronde 1    | Ronde 2    | Ronde 3    | Grid |
| Pos.  | No. | Coureur               | Team                                  | Motor     | Groep 1    | Groep 2    | Ronde 2    | Ronde 3    | Grid |
| ----- | --- | --------------------- | ------------------------------------- | --------- | ---------- | ---------- | ---------- | ---------- | ---- |
| 1     | 12  | Will Power W          | Team Penske                           | Chevrolet | 01:09.5544 | N/A        | 01:09.4905 | 01:09.7664 | 1    |
| 2     | 10  | Álex Palou            | Chip Ganassi Racing                   | Honda     | 01:09.5683 | N/A        | 01:09.4114 | 01:09.8090 | 2    |
| 3     | 2   | Josef Newgarden       | Team Penske                           | Chevrolet | 01:09.7151 | N/A        | 01:09.5837 | 01:09.8343 | 3    |
| 4     | 20  | Conor Daly            | Ed Carpenter Racing                   | Chevrolet | N/A        | 01:09.7210 | 01:09.6387 | 01:09.9063 | 4    |
| 5     | 5   | Patricio O'Ward       | Arrow McLaren SP                      | Chevrolet | N/A        | 01:09.4708 | 01:09.4574 | 01:10.0546 | 5    |
| 6     | 7   | Felix Rosenqvist      | Arrow McLaren SP                      | Chevrolet | 01:09.6831 | N/A        | 01:09.4379 | 01:10.0605 | 6    |
| 7     | 77  | Callum Ilott R        | Juncos Hollinger Racing               | Chevrolet | N/A        | 01:09.7025 | 01:09.6530 | N/A        | 7    |
| 8     | 30  | Christian Lundgaard R | Rahal Letterman Lanigan Racing        | Honda     | N/A        | 01:09.6777 | 01:09.6594 | N/A        | 8    |
| 9     | 45  | Jack Harvey           | Rahal Letterman Lanigan Racing        | Honda     | 01:09.7910 | N/A        | 01:09.6899 | N/A        | 9    |
| 10    | 28  | Romain Grosjean       | Andretti Autosport                    | Honda     | 01:09.8214 | N/A        | 01:09.7100 | N/A        | 10   |
| 11    | 3   | Scott McLaughlin      | Team Penske                           | Chevrolet | N/A        | 01:09.5511 | 01:09.7847 | N/A        | 11   |
| 12    | 15  | Graham Rahal          | Rahal Letterman Lanigan Racing        | Honda     | N/A        | 01:09.7458 | 01:10.2950 | N/A        | 12   |
| 13    | 51  | Takuma Sato           | Dale Coyne Racing w/ Rick Ware Racing | Honda     | 01:09.8239 | N/A        | N/A        | N/A        | 13   |
| 14    | 26  | Colton Herta          | Andretti Autosport                    | Honda     | N/A        | 01:09.8527 | N/A        | N/A        | 14   |
| 15    | 21  | Rinus VeeKay W        | Ed Carpenter Racing                   | Chevrolet | 01:09.9550 | N/A        | N/A        | N/A        | 15   |
| 16    | 27  | Alexander Rossi       | Andretti Autosport                    | Honda     | N/A        | 01:09.9178 | N/A        | N/A        | 16   |
| 17    | 29  | Devlin DeFrancesco R  | Andretti Steinbrenner Autosport       | Honda     | 01:10.1306 | N/A        | N/A        | N/A        | 17   |
| 18    | 8   | Marcus Ericsson       | Chip Ganassi Racing                   | Honda     | N/A        | 01:09.9294 | N/A        | N/A        | 18   |
| 19    | 06  | Hélio Castroneves     | Meyer Shank Racing                    | Honda     | 01:10.1417 | N/A        | N/A        | N/A        | 19   |
| 20    | 60  | Simon Pagenaud W      | Meyer Shank Racing                    | Honda     | N/A        | 01:09.9717 | N/A        | N/A        | 20   |
| 21    | 9   | Scott Dixon           | Chip Ganassi Racing                   | Honda     | 01:10.1694 | N/A        | N/A        | N/A        | 21   |
| 22    | 14  | Kyle Kirkwood R       | A. J. Foyt Enterprises                | Chevrolet | N/A        | 01:10.1954 | N/A        | N/A        | 22   |
| 23    | 6   | Juan Pablo Montoya    | Arrow McLaren SP                      | Chevrolet | 01:10.7610 | N/A        | N/A        | N/A        | 23   |
| 24    | 18  | David Malukas R       | Dale Coyne Racing w/ HMD Motorsports  | Honda     | N/A        | 01:10.4755 | N/A        | N/A        | 24   |
| 25    | 11  | Tatiana Calderón R    | A. J. Foyt Enterprises                | Chevrolet | 01:11.0020 | N/A        | N/A        | N/A        | 25   |
| 26    | 4   | Dalton Kellett        | A. J. Foyt Enterprises                | Chevrolet | N/A        | 01:10.7187 | N/A        | N/A        | 26   |
| 27    | 48  | Jimmie Johnson        | Chip Ganassi Racing                   | Honda     | 01:11.4599 | N/A        | N/A        | N/A        | 27   |
| Bron: |     |                       |                                       |           |            |            |            |            |      |

- Vetgedrukte tekst geeft de snelste tijd in de sessie aan.

### Warmup
| Pos.  | No. | Coureur          | Team                    | Motor     | Tijd       |
| ----- | --- | ---------------- | ----------------------- | --------- | ---------- |
| 1     | 8   | Marcus Ericsson  | Chip Ganassi Racing     | Honda     | 01:11.0839 |
| 2     | 77  | Callum Ilott R   | Juncos Hollinger Racing | Chevrolet | 01:11.1970 |
| 3     | 7   | Felix Rosenqvist | Arrow McLaren SP        | Chevrolet | 01:11.2391 |
| Bron: |     |                  |                         |           |            |

### Race
De race zou oorspronkelijk om 15:46 ET van start gaan, maar stond oorspronkelijk gepland voor 15:07 ET op 14 mei 2022. Na een vertraging door onweer werd de Indy Lights-race onderbroken en hervat na de NTT IndyCar Series, maar de race begon zoals gepland om 15.46 ET. Omdat de race was uitgeroepen tot een natte race, schrapten de officials de oorspronkelijke afstand van 85 ronden en vervingen die door een tijdslimiet van twee uur.
| Pos.                                                                     | No. | Coureur               | Team                                  | Motor     | Rondes | Tijd          | Pit stops | Grid | Geleide ronden | Pts. |
| ------------------------------------------------------------------------ | --- | --------------------- | ------------------------------------- | --------- | ------ | ------------- | --------- | ---- | -------------- | ---- |
| 1                                                                        | 26  | Colton Herta          | Andretti Autosport                    | Honda     | 75     | 02:01:56.3273 | 4         | 14   | 50             | 53   |
| 2                                                                        | 60  | Simon Pagenaud W      | Meyer Shank Racing                    | Honda     | 75     | +3.0983       | 4         | 20   |                | 40   |
| 3                                                                        | 12  | Will Power W          | Team Penske                           | Chevrolet | 75     | +7.1538       | 4         | 1    |                | 36   |
| 4                                                                        | 8   | Marcus Ericsson       | Chip Ganassi Racing                   | Honda     | 75     | +7.8193       | 6         | 18   | 10             | 33   |
| 5                                                                        | 20  | Conor Daly            | Ed Carpenter Racing                   | Chevrolet | 75     | +9.6535       | 4         | 4    |                | 30   |
| 6                                                                        | 7   | Felix Rosenqvist      | Arrow McLaren SP                      | Chevrolet | 75     | +11.0949      | 6         | 6    | 4              | 29   |
| 7                                                                        | 51  | Takuma Sato           | Dale Coyne Racing w/ Rick Ware Racing | Honda     | 75     | +11.5104      | 5         | 13   |                | 26   |
| 8                                                                        | 77  | Callum Ilott R        | Juncos Hollinger Racing               | Chevrolet | 75     | +11.5105      | 4         | 7    |                | 24   |
| 9                                                                        | 30  | Christian Lundgaard R | Rahal Letterman Lanigan Racing        | Honda     | 75     | +11.8047      | 6         | 8    |                | 22   |
| 10                                                                       | 9   | Scott Dixon           | Chip Ganassi Racing                   | Honda     | 75     | +13.9916      | 3         | 21   |                | 20   |
| 11                                                                       | 27  | Alexander Rossi       | Andretti Autosport                    | Honda     | 75     | +16.7300      | 5         | 16   |                | 19   |
| 12                                                                       | 18  | David Malukas R       | Dale Coyne Racing w/ HMD Motorsports  | Honda     | 75     | +17.9817      | 5         | 24   |                | 18   |
| 13                                                                       | 45  | Jack Harvey           | Rahal Letterman Lanigan Racing        | Honda     | 75     | +19.5748      | 4         | 9    |                | 17   |
| 14                                                                       | 06  | Hélio Castroneves     | Meyer Shank Racing                    | Honda     | 75     | +24.4881      | 4         | 19   |                | 16   |
| 15                                                                       | 11  | Tatiana Calderón R    | A. J. Foyt Enterprises                | Chevrolet | 75     | +31.9259      | 5         | 25   | 1              | 16   |
| 16                                                                       | 15  | Graham Rahal          | Rahal Letterman Lanigan Racing        | Honda     | 75     | +41.8037      | 5         | 12   |                | 14   |
| 17                                                                       | 28  | Romain Grosjean       | Andretti Autosport                    | Honda     | 74     | +1 ronde      | 5         | 10   |                | 13   |
| 18                                                                       | 10  | Álex Palou            | Chip Ganassi Racing                   | Honda     | 74     | +1 ronde      | 7         | 2    |                | 12   |
| 19                                                                       | 5   | Patricio O'Ward       | Arrow McLaren SP                      | Chevrolet | 74     | +1 ronde      | 4         | 5    | 5              | 12   |
| 20                                                                       | 3   | Scott McLaughlin      | Team Penske                           | Chevrolet | 74     | +1 ronde      | 4         | 11   | 5              | 11   |
| 21                                                                       | 29  | Devlin DeFrancesco R  | Andretti Steinbrenner Autosport       | Honda     | 73     | +2 rondes     | 5         | 17   |                | 9    |
| 22                                                                       | 48  | Jimmie Johnson        | Chip Ganassi Racing                   | Honda     | 73     | +2 rondes     | 6         | 27   |                | 8    |
| 23                                                                       | 21  | Rinus VeeKay W        | Ed Carpenter Racing                   | Chevrolet | 73     | +2 rondes     | 6         | 15   |                | 7    |
| 24                                                                       | 6   | Juan Pablo Montoya    | Arrow McLaren SP                      | Chevrolet | 72     | Contact       | 4         | 23   |                | 6    |
| 25                                                                       | 2   | Josef Newgarden       | Team Penske                           | Chevrolet | 60     | +15 rondes    | 6         | 3    |                | 5    |
| 26                                                                       | 14  | Kyle Kirkwood R       | A. J. Foyt Enterprises                | Chevrolet | 53     | Contact       | 5         | 22   |                | 5    |
| 27                                                                       | 4   | Dalton Kellett        | A. J. Foyt Enterprises                | Chevrolet | 34     | Contact       | 2         | 26   |                | 5    |
| Snelste ronde: Colton Herta (Andretti Autosport) – 01:11.7415 (ronde 31) |     |                       |                                       |           |        |               |           |      |                |      |
| Bron:                                                                    |     |                       |                                       |           |        |               |           |      |                |      |

## Tussenstanden kampioenschap
| Pos. | Coureur          | Punten |
| ---- | ---------------- | ------ |
| 1.   | Will Power       | 170    |
| 2.   | Álex Palou       | 156    |
| 3.   | Scott McLaughlin | 152    |
| 4.   | Josef Newgarden  | 140    |
| 5.   | Scott Dixon      | 133    |

| Pos. | Team      | Punten |
| 1.   | Chevrolet | 431    |
| 2.   | Honda     | 378    |